# 누노베역
누노베역(일본어: 布部駅)은 일본 홋카이도 후라노시에 있는 홋카이도 여객철도 네무로 본선의 역이다. 역 번호는 T31이며, 섬식 승강장 1면 2선을 지닌 구조의 지상역이다. 하지만, 단선 방식의 구조로 되어 있다.

## 역 주변
- 소라치 강
- 국도 제38호선

## 역사
- 1927년 12월 26일 : 국철의 역으로서 개업.
- 1982년 11월 15일 : 화물 · 하물의 취급 폐지와 동시에, 무인화.
- 1987년 4월 1일 : 민영화에 따라, 홋카이도 여객철도로 이관.
- 2024년 4월 1일 : 후라노역 ~ 신토쿠역 구간 폐선과 함께 폐역.

## 인접 정차역
| 홋카이도 여객철도 네무로 본선 | 홋카이도 여객철도 네무로 본선 | 홋카이도 여객철도 네무로 본선 |
| ----------------------------- | ----------------------------- | ----------------------------- |
| T30 후라노 다키카와 방면      | 네무로 본선                   | 야마베 T32 신토쿠 방면        |